# Amaurornis olivacea
Amaurornis olivacea là một loài chim trong họ Rallidae.
Đây là loài đặc hữu của Philippines.